# Емилия Ченгелова
Емилия Ченгелова е българска социоложка, професор по социология в Института по философия и социология – БАН.

## Биография
Емилия Ченгелова е родена на 28 юни 1963 г. в София. Завършва с пълно отличие специалност „Приложна социология“ във Философския факултет на Киевския държавен университет. През 1987 г. получава магистърска степен на тема „Проблеми на осигуряването на достоверност на емпирична информация при социологическите изследвания“. През 1988 г. постъпва като аспирантка по методология на социологическите изследвания Института по социология на БАН. През 1993 г. получава научна и образователна степен „доктор по социология“, а през 2007 г. се хабилитира. От 1994 г. до 2007 г. работи като научен сътрудник III-I ст., а в периода 2007 – 2015 г. е старши научен сътрудник II ст. или доцент в Института по социология, наименуван по-късно Институт за изследване на обществата и знанието при БАН от 2010 г., а сега носещ наименованието Институт по философия и социология. 
През 2013 г. успешно защитава дисертационен труд на тема „Холистичен подход за изграждане на методология за емпирично изследване на „икономиката в сянка“, за което ѝ е присъдена научната степен „доктор на социологическите науки“. През 2015 г. е избрана за „професор по социология“ в Института за изследване на обществата и знанието при БАН. От ноември 2022 г. е директор на Института по философия и социология - БАН. 
Преподавала е в Софийския университет „Св. Климент Охридски“, УНСС и Военната академия „Г.С. Раковски“.
Член е на Българската социологическа асоциация, Съюза на учените в България и Световната асоциация на изследванията на общественото мнение (World Association of Public Opinion Research).
Председател е на Фондация „Анализ на риска“, която обединява социолози, статистици, икономисти и социални психолози и е специализирана в осъществяването на анализи на социално-икономическите и политическите рискове в обществата в преход към демокрация и пазарна икономика, изследването на ефектите от изграждането и функционирането на нови институционални механизми и структури; изследването на условията, елементите и факторите за възникване на рискове в общества в преход, в това число икономическите, политическите, социалните и демографските рискове.